# Saint-Gaudens
Saint-Gaudens (occitană Sent Gaudenç) este un oraș în regiunea istorică Comminges, Franța, sub-prefectură a departamentului Haute-Garonne, în regiunea Midi-Pirinei.  În 2009 avea o populație de 11.225 de locuitori.

## Evoluția populației
| An        | 1975   | 1982   | 1990   | 1999   | 2006   | 2009   |
| --------- | ------ | ------ | ------ | ------ | ------ | ------ |
| Populație | 12.148 | 11.644 | 11.266 | 10.845 | 11.000 | 11.225 |

## Personalități născute aici
- Jacques Borel (1925 - 2002), scriitor.